# 首飞

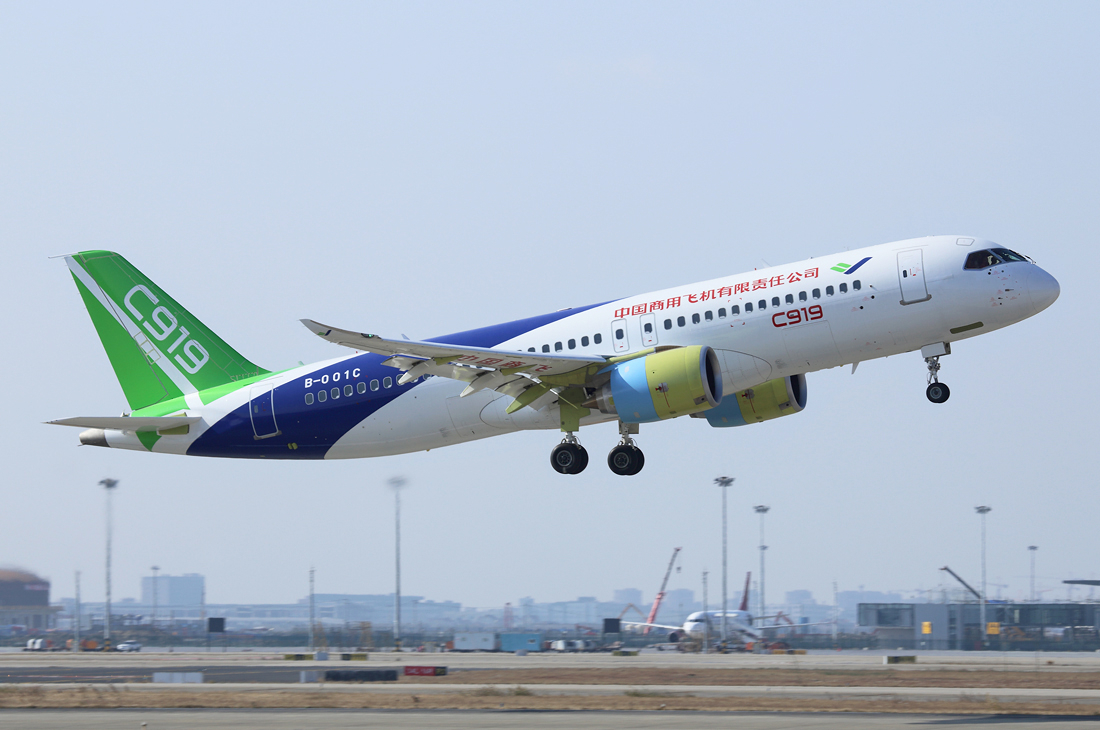
试飞中的C919客机

首飞（英語：Maiden flight），在航空语境下也被称作“首航”，特指一型新航空器在自身动力下首次离开地面并完成飞行的动作。类似术语也用于火箭等航天器的首次发射。
新机型的首飞对于该机型来说始终是一个历史性的时刻，因此其对相关人员来说总是十分具有激动性。在航空航天业发展的早期，因为飞机的确切操纵性能于其首飞之时通常处于未知状态，故这一时期的首飞往往具有极高风险。一种新机型的首飞几乎总是由经验丰富的试飞员驾驶。就飞机的首航而言，首飞通常伴随着一架伴飞飞机，以验证高度、空速和一般适航性等测试项目。
通常意义上来说，首飞仅仅只是整体机型研发过程的一个阶段。换而言之，除非首飞机型是纯粹的研究试验用航空器（如X-15），否则就必须对飞行器进行进一步更加广泛的测试，以确保它有能力在可接受的安全范围内提供所需的性能。就民用飞机而言，新型飞机必须经过专门管理机构（如美国联邦航空管理局）的认证才能投入运营。